# 审查办公室

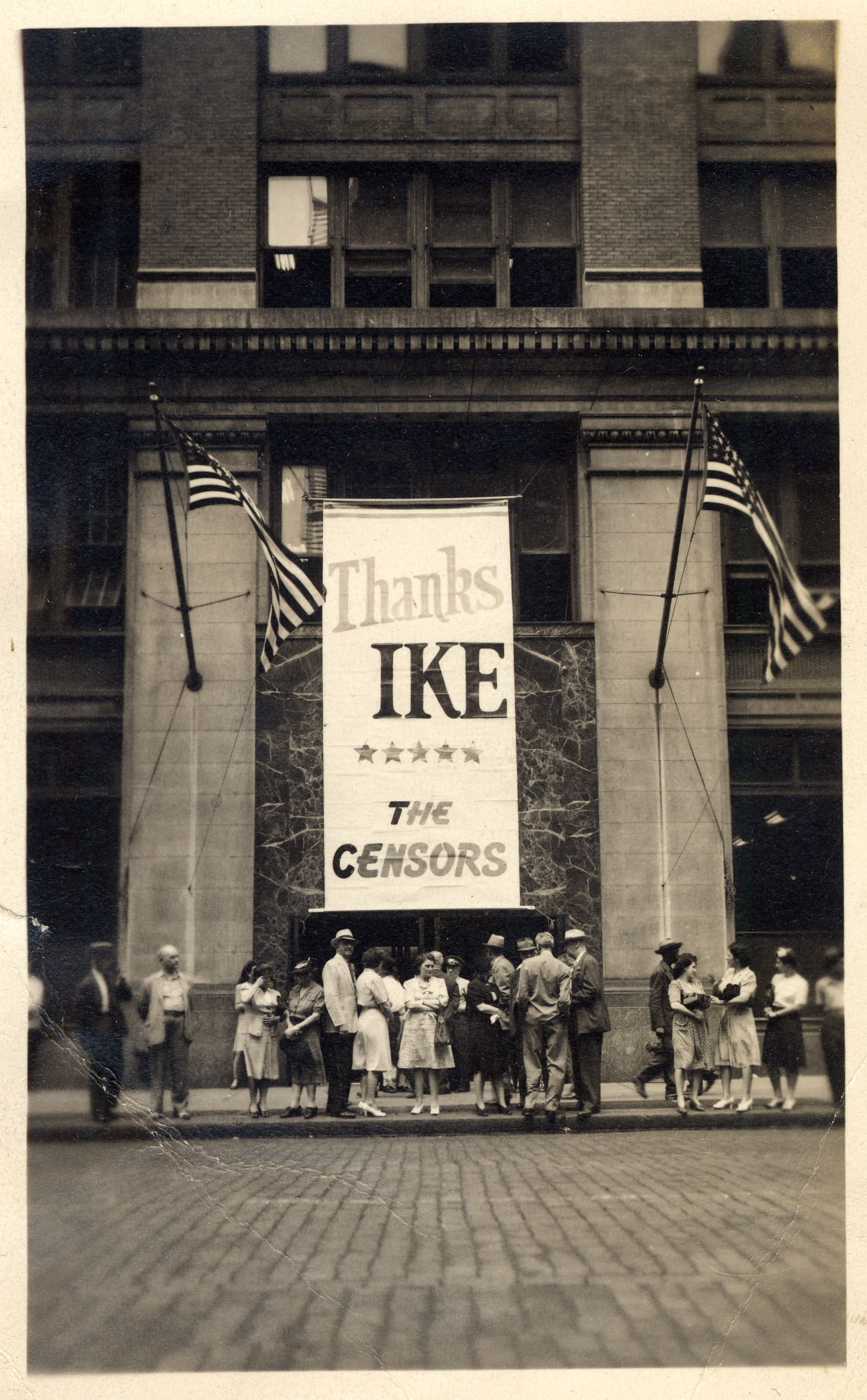
曼哈顿联邦大楼与审查办公室，1945年摄于第七大道252号

审查办公室（英語：Office of Censorship）是美国联邦政府在二战期间紧急设立的机构，于1941年12月19日成立，目的是协助审查所有出入美国的通讯交流，管辖范围包括美国本土、各领土与菲律宾。后世历史学家认为，审查办公室在战争机密信息与宪法赋予的媒体自由的关系上拿捏得很好。
审查办公室的审查方式主要是自愿约束，全凭媒体自觉遵守。美国当时有一句口号（意为“多嘴叫船沉”），反映的就是当时美国人迫切希望保护战争相关的机密信息。当时，美国人主要听过广播、报纸、新闻短片获取二战信息，这三种媒介也因而受到审查办公室的影响最大。1945年11月，二战已停火，审查办公室也停止运作。